# Leptopelis vannutellii
Leptopelis vannutellii es una especie de anfibios de la familia Arthroleptidae.
Es endémica de Etiopía.
Su hábitat natural incluye montanos tropicales o subtropicales, ríos, ríos estacionales, marismas de agua fresca y corrientes intermitentes de agua.
Está amenazada de extinción por la pérdida de su hábitat natural.